# Internazionali Di Tennis Val Gardena/SudTirol
Internazionali Di Tennis Val Gardena/SudTirol — профессиональный женский теннисный турнир. Игрался на крытых кортах с ковровым покрытием.
Соревнования проводятся в итальянском городе Ортизеи, провинция Больцано, Италия, входя в зальную серию турниров в регионе.

## Общая информация
Женский зальный теннисный турнир проводился в теннисном центре города Ортизеи с 1999 по 2009 год. Первые девять лет приз был частью завершающего отрезка зального сезона, а в 2008-09 годах — входил в его начальную часть. Призовой фонд турнира постепенно рос всю его историю проведения: начав с 10 тысяч долларов, организаторы шаг за шагом прошли все градации призового фонда тура ITF и к 2008 году увеличили призовой фонд своего приза в десять раз.
Приз быстро смог найти удачное место в календаре европейского тура и почти всю свою историю собирал весьма сильный, по меркам серии, состав участниц (так первой сеянной одиночного турнира-2004 была тогдашняя 60-я ракетка мира Мая Матевжич, а пять лет спустя посев возглавила Луция Шафаржова (тогдашний № 40 классификации).
Накануне сезона-2010 соревнование было закрыто в пользу нового приза мужского тура.

## Финалы разных лет

### Одиночный турнир
| Год  | Чемпионка                  | Финалистка         | Счёт           |
| ---- | -------------------------- | ------------------ | -------------- |
| 2009 | Барбора Заглавова-Стрыцова | Клара Закопалова   | 7-6(1) 6-3     |
| 2008 | Мара Сантанджело (2)       | Кристина Барруа    | 6-3 — отказ    |
| 2007 | Каролина Возняцки          | Альберта Брианти   | 4-6 7-5 6-3    |
| 2006 | Ева Бирнерова              | Марта Домаховска   | 4-6 7-5 6-2    |
| 2005 | Михаэлла Крайчек           | Сандра Клёзель     | 6-3 6-3        |
| 2004 | Ивета Бенешова             | Вираг Немет        | 6-3 6-1        |
| 2003 | Мара Сантанджело           | София Арвидссон    | 2-6 6-2 6-2    |
| 2002 | Флавия Пеннетта            | Ангелика Бахманн   | 7-6(2) 3-6 6-3 |
| 2001 | Мая Матевжич               | Екатерина Кожохина | 6-7(3) 6-3 6-3 |
| 2000 | Надежда Островская         | Татьяна Пучек      | 4-6 6-1 7-6(6) |
| 1999 | Глория Пиццикини           | Андреа Масарикова  | 6-2 6-0        |

### Парный турнир
| Год  | Чемпионки                              | Финалистки                                   | Счёт           |
| ---- | -------------------------------------- | -------------------------------------------- | -------------- |
| 2009 | Тимея Бачински Татьяна Гарбин          | Галина Воскобоева Барбора Заглавова-Стрыцова | 6-2 6-2        |
| 2008 | Мария Корытцева (2) Ярослава Шведова   | Марет Ани Галина Воскобоева                  | 6-2 6-1        |
| 2007 | Ольга Благотова (2) Мария Корытцева    | Дарья Кустова Татьяна Пучек                  | 6-3 4-6 6-3    |
| 2006 | Луция Градецкая Владимира Углиржова    | Татьяна Пучек Анастасия Екимова              | 6-4 6-2        |
| 2005 | Тина Писник Барбора Стрыцова           | Мервана Югич-Салкич Дарья Юрак               | 6-2 3-6 7-6(1) |
| 2004 | Ольга Благотова Габриэла Навратилова   | Любомира Бачева Ангелика Рёш                 | 6-1 6-3        |
| 2003 | Ванесса Хенке Клодин Шоль              | Ольга Благотова Габриэла Навратилова         | 6-1 6-2        |
| 2002 | Юлия Бейгельзимер Анастасия Родионова  | Ангелика Бахманн Патриция Вартуш             | 6-4 6-2        |
| 2001 | Ангелика Бахманн Ева Дюрберг           | Екатерина Кожохина Келли Лигган              | 3-6 6-4 6-2    |
| 2000 | Джулия Казони Антонелла Серра-Дзанетти | Ангелика Бахманн Ева Дюрберг                 | 7-6(5) 6-2     |
| 1999 | Дэун Бат Ребекка Дженсен               | Мария Елена Камерин Катрин Танвье            | 6-2 3-6 7-6    |